# Kostopil
Kostopil (ukrainien : Костопіль) ou Kospopol (en russe : Костополь ; en polonais : Kostopol) est une ville de l'oblast de Rivne, en Ukraine. C'est le centre administratif de la communauté urbaine de Kostopil (uk). Sa population s'élevait à 30 000 habitants en 2024.

## Géographie
Kostopil est située à 32 km au nord-nord-est de Rivne et à 292 km à l'ouest-nord-ouest de Kiev.

## Histoire
Jusqu'en 1780, Kostopol était un petit village et une mine de fer nommés Ostlec Wielki. En 1792, le propriétaire Leonard Wortzel reçut du roi Stanislas II de Pologne le droit de cité pour ses propriétés, y compris le droit d'y tenir une foire annuelle. Le magnat Wortzel habitait la ville avec des agriculteurs et des Juifs et il construisit des auberges. Il changea le nom de la ville en Kostopol, d'après le nom de sa fille Konstantyna.
Une gare ferroviaire fut ouverte sur la ligne Rovno – Vilna en 1890 et des industries agroalimentaires se développèrent (moulins à farine, huileries), ainsi qu'une filature, une scierie et une usine d'allumettes. En 1906, un incendie détruisit une grande partie de la ville et par la suite la plupart des immeubles utilisèrent la brique comme matériau de construction.
Pendant la Première Guerre mondiale, Kostopol fut occupée par l'Allemagne en 1917-1918 puis la ville connut une période troublée avant de devenir polonaise. En 1921, la population comptait près de 3 000 habitants dont 40 pour cent de Juifs. En 1925, Kostopol devint un centre de district et cette fonction administrative accéléra son développement. De nouvelles usines furent établies pour le travail du bois, des verreries, usines de machines agricoles, etc. Une briqueterie et des carrières de granite et de basalte furent ouvertes.
Dans les années 1930, la ville comptait 260 commerces, dont 180 appartenaient à des Juifs, qui contrôlaient aussi une grande partie du commerce de gros. Les Juifs constituaient la majorité des tailleurs, des chapeliers, des peintres et des horlogers. Une banque coopérative fut créée en 1928 par la réunion de deux anciens établissements. En décembre 1937, Kostopol comptait 9 800 habitants dont une importante communauté juive de 3 920 personnes.

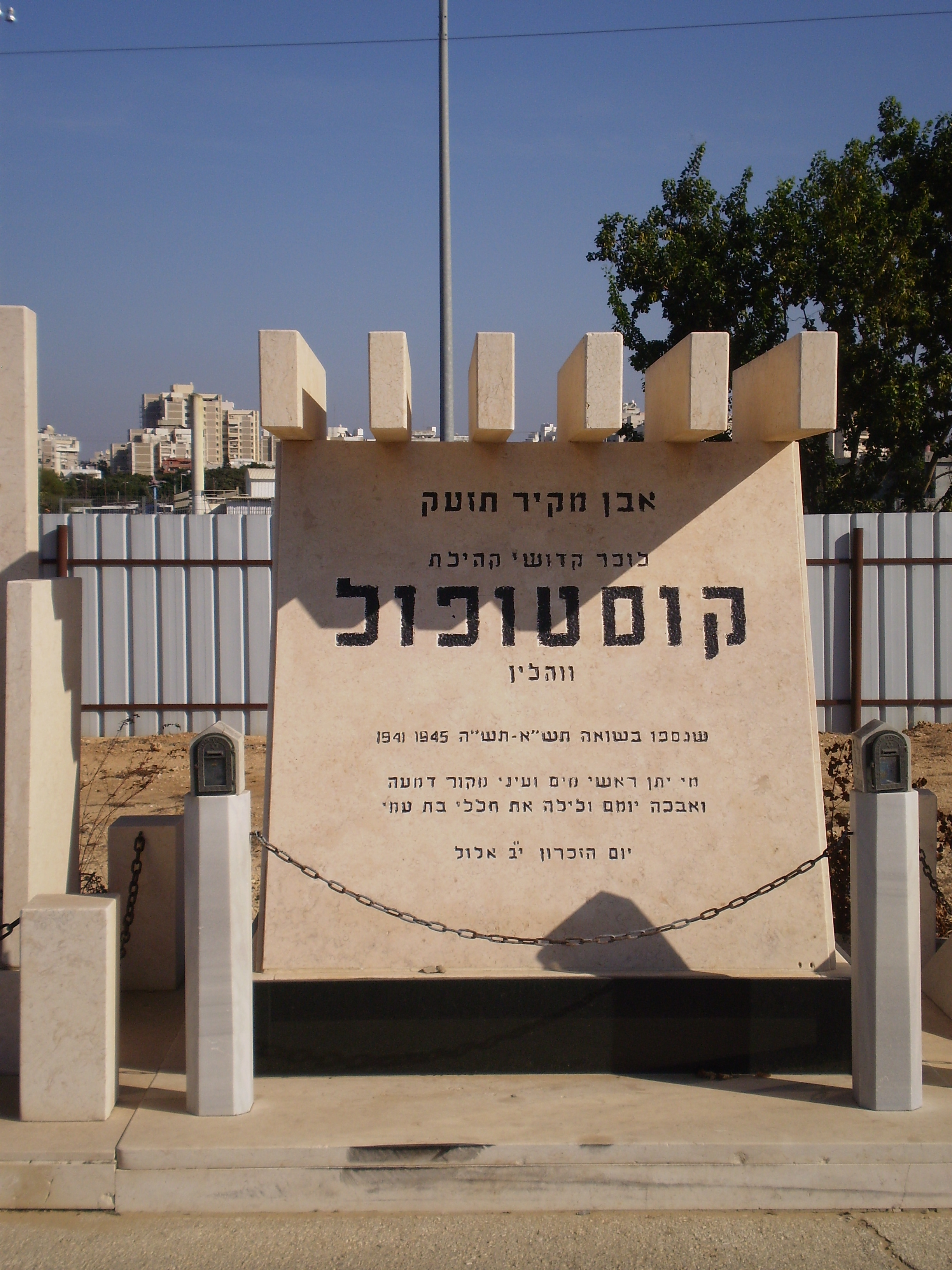
Kostopil : mémorial de l'Holocauste.

Après le pacte germano-soviétique, l'invasion de la région par l'Union soviétique commença en septembre 1939. L'Allemagne nazie occupa Kostopol le 1er juillet 1941. Les Juifs de Kostopol furent d'abord soumis au travail forcé et un Judenrat (conseil juif) fut établi. Un camp de travail forcé fut ensuite établi dans la partie ouest de la ville. Tous les objets de valeur des Juifs furent confisqués et de lourdes taxes imposées par l'occupant. Le 16 août 1941, 470 Juifs, choisis parmi les plus riches de la ville, furent emmenés à l'extérieur de la ville et exécutés. Le 1er octobre 1941, 1 400 membres des familles du premier groupe furent arrêtés et transportés à l'abattoir qui se trouvait à l'extérieur de Kostopol et y furent également exécutés puis enterrés dans des fosses qui avaient été creusées au préalable. Un ghetto fut établi le 5 octobre 1941 pour les Juifs survivants, qui durent s'y entasser à dix ou quinze par pièce. Seuls les 100 membres du Judenrat, de la police juive et quelques Juifs dont les professions étaient essentielles purent continuer à vivre à l'extérieur du ghetto. Le 25 août 1942, le ghetto fut encerclé et les survivants furent transportés jusqu'au village voisin de Khotinka, où ils furent à leur tour exterminés. Dans le camp de travail, une révolte éclata et quelques Juifs purent gagner la forêt voisine. Mais la plupart furent repris et tués, seuls quelques-uns purent rejoindre des groupes de partisans soviétiques.
Kostopol fut libérée de l'occupation allemande par l'Armée rouge le 31 janvier 1944. Environ 270 Juifs avaient survécu, y compris ceux qui avaient pu partir vers l'est avant l'extermination.

## Population
Recensements ou estimations de la population :
| 1939  | 1959*  | 1970*  | 1979*  | 1989*  | 2001*  | 2008   |
| ----- | ------ | ------ | ------ | ------ | ------ | ------ |
| 7 200 | 11 762 | 17 548 | 22 803 | 31 610 | 30 467 | 30 290 |

| 2009   | 2010   | 2011   | 2012   | 2013   | 2014   | 2015   |
| ------ | ------ | ------ | ------ | ------ | ------ | ------ |
| 30 468 | 30 850 | 31 156 | 31 437 | 31 590 | 31 668 | 31 727 |

| 2016   | 2017   | 2018   | 2019   | 2020   | 2021   | - |
| ------ | ------ | ------ | ------ | ------ | ------ | - |
| 31 681 | 31 638 | 31 463 | 31 306 | 31 215 | 31 060 | - |

### Personnalités célèbres
- Youriy Polioukhovytch, ministre de l'éducation né en 1980.

## Source
- (en) Histoire des Juifs de Kostopil